# Clearance
Clearance är ett begrepp inom farmakologi och fysiologi och som är ett mått på den plasmavolym som är renas från en viss substans per tidsenhet, exempelvis liter per timme (L/tim). Clearance är en primär parameter inom farmakokinetik som kan beskrivas som
A) en proportionalitetsfaktor mellan eliminationshastigheten av en substans och koncentrationen av substansen i exempelvis systemiska cirkulationen/plasma
{\displaystyle Eliminationshastigheten={Clearance\cdot Plasmakoncentration}}
alternativt
B) en parameter som bestäms av ett organs (framförallt lever och/eller njure för läkemedel) förmåga att eliminera en substans där blodflödet till organet styr den maximala förmågan att eliminera substansen
{\displaystyle Clearance={Blodflode\cdot Extraktionsgrad}}
Läkemedelssubstanser kan elimineras från kroppen av olika organ såsom levern, njurarna, lungan, magtarmkanalen, hjärnan, blodet m.m. Sammantaget bestäms ett clearance för en läkemedelssubstans av summan för alla organs clearance (exempelvis lever clearance + njurarnas clearance). Allmänt bryts läkemedelssubstanser med högre fettlöslighet ner i levern via metabolism där en eller flera mer vattenlöslig(a) metabolit(er) av läkemedelssubstansen bildas. En metabolit kan antingen vara farmakologiskt aktiv eller farmakologiskt inaktiv. Om en aktiv metabolit bildas kan den ha högre, lägre eller samma farmakologiska aktivitet som själva läkemedelssubstansen. De mer vattenlösliga metaboliterna som bildas kan därefter utsöndras via njurarna d.v.s. elimineras via urinen. Det finns även läkemedelssubstanser som inte behöver metaboliseras för att utsöndras via urinen utan är tillräckligt vattenlösliga för att genomgå renal clearance utan att brytas ner av levern först. Omeprazol är ett exempel på ett läkemedel som metaboliseras till hög grad och metformin är ett läkemedel som utsöndras i oförändrad form via urinen, d.v.s. har inga metaboliter.
Om en substans bryts ner av levern eller inte beror på om substansen är ett substrat för metaboliserande enzymer i levern (enzymfamiljen Cytokrom P450 (CYP) är vanliga läkemedelsmetaboliserande enzymer i levern), vilken affinitet substansen har till enzymet samt hur mycket av enzymet som uttrycks i levern. Denna enzymkinetik beskrivs bland annat av Michaelis–Menten-kinetik. Läkemedelssubstanser kan även elimineras via galla dit de förs från levern ut i tarmen, detta sker bland annat för läkemedelsklassen statiner såsom atorvastatin.
Matematiskt definieras clearance via njurarna som
{\displaystyle C_{x}={\frac {U_{x}\cdot V_{x}}{P_{x}}}}
Där {\displaystyle U_{x}} är koncentrationen (mol/volym) för substans x i urin, {\displaystyle V_{x}} är urinflödet (volym/tidsenhet) och {\displaystyle P_{x}} är koncentrationen av x i blodplasma.
Halveringstiden bestäms av clearance och distributionsvolym enligt formeln:
{\displaystyle Halveringstid(t_{1/2)})=ln(2)\cdot Distributionsvolym/Clearance}
Generellt sett innebär ett högre värde på clearance en kortare halveringstid (om distributionsvolymen är konstant) av läkemedelssubstansen och därmed lägre koncentration vid jämvikt (Css) (steady state (ss) på engelska) i plasma då patienten exponeras för läkemedlet under kortare tid. För att bibehålla samma farmakologiska effekt kan en högre dos behöva administreras för att få önskad farmakologisk effekt. Om en patient istället har en nedsatt organfunktion, exempelvis vid njursvikt, kan läkemedelsdosen behöva justeras nedåt för att undvika för höga läkemedelskoncentrationer i systemiska cirkulationen som skulle kunna bidra till en ökad risk för läkemedelsrelaterade biverkningar.
Bestämning av njurarnas clearance av en lämplig biologiskt inert substans till exempel iohexol eller inulin kan användas för att mäta njurens filtrationsfunktion som kallas Glomerulära filtrationshastigheten. Njurens clearance är normalt sett 0 - 500 ml/min men om en markörsubstans utsöndras endast via glomerulära filtrationshastigheten (GFR) så är substansens renala clearance ca. 80 - 125 ml/min.  
Mer information om clearance och andra viktiga farmakologiska grundprinciper finns i Läkemedelsboken https://lakemedelsboken.se/kapitel/lakemedelsanvandning/kliniskt_farmakologiska_principer.html.